# Pelouses métallicoles de la plaine de la Scarpe
Pelouses métallicoles de la plaine de la Scarpe este o arie protejată (sit de importanță comunitară — SCI) din Franța întinsă pe o suprafață de 17 ha, integral pe uscat.

## Localizare
Centrul sitului Pelouses métallicoles de la plaine de la Scarpe este situat la coordonatele 50°24′14″N 3°05′16″E / 50.40389°N 3.08778°E.

## Înființare
Situl Pelouses métallicoles de la plaine de la Scarpe a fost declarat arie specială de conservare în baza directivei 92/43 din 1992 referitoare la conservarea habitatelor naturale și a faunei și florei sălbatice pentru a proteja un număr necunoscut de specii din flora spontană și fauna sălbatică aflate în arealul zonei.

## Biodiversitate
Situată în ecoregiunea atlantică, aria protejată conține 1 habitat natural: Pajiști calaminariene cu Violetalia calaminariae.
La baza desemnării sitului se află un număr nedeclarat de specii protejate.
Pe lângă speciile protejate, pe teritoriul sitului au mai fost identificate 4 specii de plante.